# Fudge Tunnel
I Fudge Tunnel erano un gruppo di Nottingham, Regno Unito, fondati da Alex Newport, David Ryley e Adrian Parkin. La band proponeva un sound fortemente distorto, aggressivo e privo di melodia, unendo caratteristiche dello sludge metal e dell'industrial metal, ottenendo un risultato unico.

## La storia
I Fudge Tunnel esordirono tramite due singoli che esaltarono la critica (Fudge Tunnel nel 1989 e The Sweet Sound Of Excess nel 1990), per poi firmare per l'etichetta concittadina Earache Records. Il titolo scelto per il disco d'esordio fu Hate Songs In E Minor.
Due album seguirono nel 1993 (Creep Diets) e nel 1994 (The Complicated Futility Of Ignorance), così come la collaborazione tra Max Cavalera dei Sepultura e Alex Newport nel progetto Nailbomb, che pubblicò un album in studio e uno dal vivo.
Dopo la pubblicazione del terzo disco i Fudge Tunnel si sciolsero. David Ryley continuò a gestire la sua etichetta, BGR, per un certo periodo; Adrian Parkin suonò nel Tubesufer fino al 1996, anno in cui si sciolsero. Alex Newport ha avuto una carriera di successo come produttore e vive oggi a San Francisco. Ha prodotto album per gruppi come At the Drive-In, The Mars Volta, The Icarus Line, Ikara Colt e molti altri. Suona anche in una nuova band, i Theory Of Ruin, che hanno pubblicato l'album Counter Culture Nosebleed e l'EP Frontline Poster Child EP sotto Escape Artist Records.

## Controversie
La copertina originale di Hate Songs In E Minor creò molto scalpore in patria: l'album attirò molta attenzione da parte dei media a causa della copertina, che venne censurata dalla Nottingham Vice Squad. In un'intervista del 2006, Alex Newport ha dichiarato che fu indirettamente colpa di John Zorn: l'artista statunitense all'epoca aveva un contratto con la Earache e volò dagli Stati Uniti alla Gran Bretagna portando con sé l'arwork di un album del proprio progetto Painkiller. Le foto raffiguravano una persona decapitata e la polizia di frontierà bloccò immediatamente Zorn, per poi fare irruzione negli uffici dell'etichetta. La copertina originale di Hate Songs In E Minor raffigurava un disegno di una persona decapitata, tratto dal libro How to Kill dell'ex-agente CIA John Minnery. L'album venne pubblicato con delle foto dal vivo al posto della copertina originale, che può essere vista nel libretto della compilation In a Word.
I Fudge Tunnel erano sempre pronti alla polemica, cosa di cui spesso facevano un punto d'orgoglio: i loro show dal vivo erano caratterizzati da diverse interruzioni per interloquire con i membri del pubblico che non apprezzavano la musica del gruppo. Una recensione del Fish Rap (pubblicazione alternativa dell'Università di Santa Cruz) ebbe a dire del gruppo: Se mai li andrete a vedere dal vivo […] non cercate di farli andar via dal palco prima del dovuto. Credetemi, sanno essere molto più maligni e assolutamente umilianti di quanto possiate mai essere voi.

## Discografia

### Singoli ed EP
- Fudge Tunnel (Pigboy/Vinyl Solution, 1989, PIG2)
- The Sweet Sound of Excess (Pigboy/Vinyl Solution, 1990, 12PIG4)
- Fudgecake (Pigboy/Vinyl solution/Cargo, 1992, OINK11)
- Teeth EP (Earache/Relativity, 1992, MOSH57)
- The Joy of Irony (Earache, 1994, 7MOSH124)

### Album
- Hate Songs in E Minor (Earache/Relativity, 1991, MOSH36)
- Creep Diets (Earache/Columbia, 1993, MOSH64)
- The Complicated Futility of Ignorance (Earache, 1994, MOSH119)

### Raccolte
- In a Word (Earache, 1994, MOSH99)
- Whore - Various Artists Play Wire (WMO, 1996, WMO2CD)